# Мирање
Мирање је насељено мјесто у Равним Котарима, у сјеверној Далмацији. Припада граду Бенковцу, у Задарској жупанији, Република Хрватска.

## Географија
Налазе се 4 км југозападно од Бенковца.

## Историја
Мирање је, као и остатак бенковачког краја, ушло у састав Републике Српске Крајине 1991. године, а 1995. је етнички очишћено у акцији хрватске војске Олуја. Мјесто потом насељавају Хрвати из БиХ, чиме се измјенила етничка структура.

## Култура
У Мирањама се налази храм Српске православне цркве Св. Архангела Михаила из 1497. године.

## Становништво
Према попису из 1991. године, Мирање су имале 319 становника, од чега 313 Срба, 2 Хрвата и 4 остала. Према попису становништва из 2001. године, Мирање је имало 86 становника. Мирање су према попису становништва из 2011. године имале 303 становника.
| Националност       | 1991. | 1981. | 1971. | 1961. |
| Срби               | 313   | 272   | 357   | 349   |
| Југословени        |       | 46    |       |       |
| Хрвати             | 2     | 2     | 1     |       |
| остали и непознато | 4     | 5     |       |       |
| Укупно             | 319   | 325   | 358   | 349   |

| Демографија | Демографија | Демографија |
| Година      | Становника  | Становника  |
| ----------- | ----------- | ----------- |
| 1961.       | 349         |             |
| 1971.       | 358         |             |
| 1981.       | 325         |             |
| 1991.       | 319         |             |
| 2001.       | 86          |             |
| 2011.       |             | 303         |

## Попис 1991.
На попису становништва 1991. године, насељено место Мирање је имало 319 становника, следећег националног састава:
| Попис 1991.‍ | Попис 1991.‍ | Попис 1991.‍ | Попис 1991.‍ | Попис 1991.‍ |
| ----------- | ----------- | ----------- | ----------- | ----------- |
|             |             |             |             |             |
| Срби        | Срби        |             | 313         | 98,11%      |
| Хрвати      | Хрвати      |             | 2           | 0,62%       |
| непознато   | непознато   |             | 4           | 1,25%       |
| укупно: 319 |             |             |             |             |

## Презимена
| - Алавања — Православци, славе Св. Јована - Богуновић — Православци, славе Св. Јована - Витас — Православци, славе Св. Стефана Дечанског - Вујанић — Православци, славе Св. Јована - Граовац — Православци, славе Св. Јована - Грубић — Православци, славе Св. Јована - Драгичевић — Православци, славе Св. Јована - Драча — Православци, славе Св. Стефана | - Жмирић — Православци, славе Св. Јована - Кнез — Православци, славе Св. Георгија - Кркљеш — Православци, славе Св. Јована - Поповић — Православци, славе Св. Јована - Трбовић — Православци, славе Св. Георгија - Чотра — Православци, славе Св. Јована - Шапоња — Православци, славе Св. Стефана - Шекуљица — Православци, славе Св. Стефана Дечанског |